# Sébastien Carole
Sébastien Carole (ur. 8 września 1982 w Pontoise) – francuski piłkarz występujący na pozycji pomocnika.

## Kariera klubowa
Sébastien Carole zawodową karierę rozpoczął w AS Monaco. Grał tam od 2002 do 2005, jednak rozegrał tylko osiem ligowych meczów. W międzyczasie był wypożyczany do West Hamu oraz LB Châteauroux, jednak w klubach tych także pełnił rolę rezerwowego. W 2003 zasilił zespół Brighton & Hove, gdzie wywalczył sobie miejsce w podstawowej jedenastce. W tej angielskiej drużynie Carole rozegrał 40 spotkań, w których zdobył dwie bramki.
Latem 2006 Sébastien został wykupiony za darmo przez Leeds United. W ekipie „The Whites” Francuz grywał sporadycznie, jednak z czasem coraz częściej zasiadał na ławce rezerwowych. Zagroził odejściem, gdy klub z Elland Road nie podjął z nim negocjacji w sprawie jego zarobków. Jak się później okazało francuski skrzydłowy pozostał w ekipie „Pawi” i zaczął grywać o wiele więcej. Po spadku Leeds do League One Carole rozpoczął sezon w znakomitej formie i stał się jednym z najważniejszych piłkarzy w ekipie walczącej o powrót do Championship. Pierwszą bramkę dla swojego klubu Séba strzelił 29 września 2007 w zremisowanym 1:1 pojedynku z Gillingham. W późniejszym czasie Carole nie spisywał się jednak już tak dobrze, jak na początku ligowych rozgrywek.
28 listopada 2008 gracz podpisał krótkoterminowy kontrakt z Darlington, natomiast 29 stycznia 2009 powrócił do Brighton & Hove. W klubie tym grał do maja, po czym opuścił zespół i pozostał bez klubu. We wrześniu został zawodnikiem Tranmere. 31 grudnia 2009 Carole pojawił się na okresie próbnym w Brighton & Hove i został zakontraktowany 11 stycznia 2010. Latem Francuz opuścił klub, przebywał przez pewien czas w Leeds United, ale nie zaproponowano mu tam kontraktu. W sierpniu trafił na testy do Bradford City.